# Вилхелм Брюкнер
Вилхелм Брюкнер (на немски: Wilhelm Brückner) е германски оберст от Вермахта. Главен адютант на Адолф Хитлер до октомври 1940 г.

## Биография
Брюкнер е роден в Баден-Баден. Следва право и икономика в Страсбург, Фрайбург, Хайделберг и Мюнхен.
През Първата световна война е офицер в баварския пехотен полк и е повишен в лейтенант. След войната се присъединява към Фрайкорпс и участва в разгрома на Баварската съветска република.
В края на 1919 г. Брюкнер отново влиза в университета, но изучава техника за снимане на филми в продължение на три години. В края на 1922 г. се присъединява към нацистката партия и няколко месеца по-късно, на 1 февруари 1923 г., става командир на Щурмабтайлунг (СА) в Мюнхен. Той е един от тези, които активно искат ръководството на партията да организира въстание.
Брюкнер участва в Бирения пуч в Мюнхен, за което е осъден на 1 година и половина в затвора. По решение на съдебните органи той е освободен след 4 месеца и отново е в Щурмабтайлунг.
На 1 август 1930 г. става адютант и бодигард на Адолф Хитлер, след което е назначен за главен адютант. В това отношение има голямо влияние върху вътрешния кръг на Хитлер, заедно с Йозеф Гьобелс и Сеп Дитрих, участва в пропагандния филм „Hitler über Deutschland“ (1932).
На 9 ноември 1934 г. Брюкнер получава ранг на СА-Обергрупенфюрер. На 15 януари 1936 г. Брюкнер става почетен гражданин на Детмолд (лишен от титлата си с решение на градския съвет от 9 ноември 1945 г.). Губи цялото си влияние в началото на войната. Започва да се забелязва, че постепенно адютантите на Вермахта и СС придобиват по-голямо влияние в ущърб на него. На 18 октомври 1940 г. неочаквано е уволнен за спор с Хитлер. Най-вероятно Мартин Борман повлиява за уволнението на Брюкнер.
На поста е заменен от Юлиус Шауб. Брюкнер служи на фронта във Вермахта, а до края на войната има ранг на оберст (полковник).